# 貓耳麵

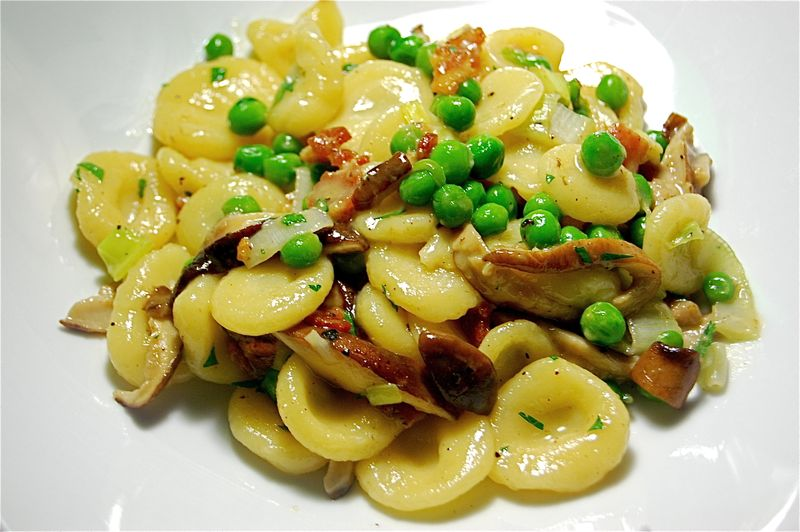
一盘意大利猫耳朵

貓耳麵（義大利語：Orecchiette，意為「小（義大利語：-ette）耳朵（義大利語：Orecchia）」）是南義大利普利亞地區的傳統意式麵食。其名稱來源自麵食的形狀，酷似一隻小耳朵。

## 参看
- 猫耳朵
- 台灣麵粉粿